# ISG Business School
Az ISG Business School (vagy Institut supérieur de gestion) egy 1967-ben alapított európai felsőoktatási intézmény, amely az üzleti tudományok terén nyújt posztgraduális képzést. Három campusa van, Párizsban, New Yorkban és Tokióban.
Az intézmény legismertebb végzősei közé olyan személyiségek tartoznak, mint Emmanuel Besnier (a Lactalis igazgatója) és François Baroin volt francia miniszter.